# Primarni sklerozirajoči holangitis
Primarni sklerozirajoči holangitis (PSC, angl. primary sclerosing cholangitis) je redka oblika kroničnega sklerozirajočega holangitisa, ki jo pogosto spremlja kronična vnetna črevesna bolezen (KVČB). Zaradi vnetja znotrajjetrnih in zunajjetrnih žolčnih vodov nastopi holestaza (zastoj žolča), ki vodi v biliarno cirozo. Bolezen lahko poteka brezsimptomno ali pa se kaže s simptomi, povezanimi z jetrno boleznijo, kot so zlatenica, srbež in bolečina v trebuhu.
Pri PSC pride do brazgotinjenja žolčnih vodov, s tem se pa oži svetlina vodov in oteženo je odtekanje žolča v črevesje. Zastajanje žolča lahko vodi v cirozo in odpoved jeter. PSC povečuje tudi tveganje za pojav nekaterih vrst raka,  kot so jetrnocelični rak, rak žolčnika, rak debelega črevesa in danke ter holangiokarcinom (rak žolčnih izvodil). Vzrok ni pojasnjen, možna pa je vpletenost dedne nagnjenosti, disfunkcija imunskega sistema (avtoimunski mehanizem) in nenormalna sestava črevesne flore. Na to kaže tudi opažanje, da ima okoli 75 % bolnikov s PBC tudi kronično vnetno črevesno bolezen, najpogosteje ulcerozni kolitis.
Učinkovitega zdravila za zdravljenje primarnega sklerozirajočega holangitisa ne poznamo. Zdravljenje je usmerjeno v odpravljanje zastoja žolča, preprečevanje in odpravljanje zapletov in zaviranje napredovanja bolezni. Pri hudo napredovali bolezni je izborno zdravljenje presaditev jeter, vendar se bolezen pri 25–30 % bolnikov ponovi.
Primarni sklerozirajoči holangitis je redka bolezen, ki najpogosteje prizadene bolnike s kronično vnetno črevesno boleznijo. Okoli 3,0–7,5 % bolnikov z ulceroznim kolitisom ima PSC in okoli 80 % bolnikov s PSC ima katero od oblik KVČB. Bolezen običajno diagnosticirajo pri osebah v 30-ih in 40-ih letih starosti. Pogostejša je pri Severnoevropejcih kot pri Južnoevropejcih ali Azijcih. Pogosteje prizadene moške. Bolezen so opisali že sredini 19. stoletja, vendar so jo lahko natančeje opisali šele s pojavom izboljšanih slikovnih tehnik, kot je endoskopska retrogradna holangiopankreatografija.

## Klinični znaki in simptomi
Bolniki s primarnim sklerozirajočim holangitisom so pogosto brezsimptomni. Ob diagnozi okoli polovica bolnikov nima simptomov, temveč pri njih najdejo nenormalne vrednosti jetrnih encimov ob rutinskem testiranju. Najpogostejša klinična znaka ob diagnozi sta hepatomegalija oziroma povečanje jeter (pri okoli 44 % bolnikov) in splenomegalija oziroma povečanje vranice (pri okoli 39 % bolnikov). Če so simptomi prisotni, prevladujejo tisti, povezani z boleznijo jeter: bolečina v trebuhu (pri okoli 20 % bolnikov), srbež (pri okoli 10 % bolnikov), zlatenica (pri okoli 6 % bolnikov) in utrujenost (pri okoli 6 % bolnikov). Bolezen lahko poteka brezsimptomno zelo dolgo in postane klinično opazna šele z napredovanjem jetrne bolezni oziroma nastankom ciroze.

## Vzrok
Natančen vzrok primarnega sklerozirajočega holangitisa ni znan in tudi patogeneza ni dovolj dobro pojasnjena. Velja, da gre za avtoimunsko bolezen, vendar pa se ne odziva dobro na imunosupresivno zdravljenje. Zato številni strokovnjaki predpostavljajo, da gre za kompleksno bolezen, v katero se vpleta več dejavnikov, med njimi tudi imunsko pogojena motnja. Morda obsega več različnih jetrno-žolčnih bolezni. Nekateri strokovnjaki pa menijo, da imunusupresivno zdravljenje ni učinkovito, ker bolezen praviloma ostane neprepoznana, dokler ni že zelo napredovala, ko je poškodba tkiva že nepovratna oziroma zahteva agresivnejše zdravljenje. 